# Melon (vävnad)

Genomskärning av pygmékaskelotens huvud visar melonens position.
Vänster bild: Huvudet sett från sidan, i sagittalplanet.
Höger bild: Huvudet sett uppifrån, i dorsalplanet.

Melon är en vävnad, en fettkudde, i valar och delfiners huvuden. Den fungerar som en lins för att fokusera ljud.